# 井上正信 (戦国武将)
井上 正信（いのうえ まさのぶ）は、安土桃山時代の武将。

## 事績
『寛政重修諸家譜』（以後『寛政譜』）によれば、井上氏は信濃源氏の頼季の末裔と称する。頼季の孫にあたる井上（常田・時田）光平以来丹波国に領地を有し、康正年間（1455年 - 1457年）に丹波国の住人・井上正貞（九郎左衛門。正信の4代前にあたる）が播磨国福井荘で所領を得たという。正信の頃には、数代にわたって播磨国揖東郡・飾東郡内に所領を有して「揖東の城」に住していたとあり、正信の父の井上正行（九郎左衛門）は、天文3年（1534年）9月12日の「播磨国青山合戦」において51歳で戦死した。
『寛政譜』によれば、正信は英賀城（飾西郡に所在する）に移ってここを居城とした。天正6年（1578年）、織田家家臣羽柴秀吉が播磨に進攻した際（英賀合戦参照）、御着城主小寺政職（藤兵衛）、平松城主三木左助、町坪城主浦上源蔵と共に英賀城に立て籠り、織田軍に抗った。秀吉も攻略にてこずり、3月6日に秀吉は正信に対して降伏すれば西土居・英賀領を安堵するとの書を送ったために、正信は城を明け渡したという。ただしこれは、英賀城が三木氏の居城で、三木通秋の時代に天正8年（1580年）に落城したという記録と齟齬する。
『寛政譜』によれば、織田方に属した正信は、宍粟郡長水城の宇野祐清（民部）との戦いで戦功を挙げ、感状を受けたという。その後、秀吉が美作に出陣した際、かつて英賀城に籠った三木左助が毛利氏に味方して一揆蜂起を計画したが、この計画は事前に秀吉の知るところとなった。正信はこの計画には加担していなかったものの、連座することを恐れて逐電した。
天正11年（1583年）1月8日に70歳で没した。

## 系譜
『寛政重修諸家譜』は、子として井上正俊（四郎次郎、外記）のみを挙げる。正俊は池田輝政に仕え、慶長8年（1603年）に43歳で没した。正俊の子の井上正継（井上外記）は砲術家で井上流の始祖となり、幕府鉄砲方となった。子孫は幕府旗本として続いている。

## 備考
- 播磨国飾東郡出身で黒田家に仕え、「黒田二十四騎」「黒田八虎」に数えられる井上之房は同祖（源頼季の末裔）とされ[5]、「九郎右衛門」[5][6]あるいは正信と同じ「九郎左衛門」[6]の通称を有する。